# Brusy (gmina)
La gmina de Brusy est une commune urbaine-rurale de la voïvodie de Poméranie et du powiat de Chojnice. Elle s'étend sur 400,74 km² et comptait 13 129 habitants en 2006. Son siège est le village de Brusy qui se situe à environ 24 kilomètres au nord-est de Chojnice et à 80 kilomètres au sud-ouest de Gdańsk, la capitale régionale.

## Villages
Hormis la ville de Brusy, la gmina de Brusy comprend les villages et localités d'Antoniewo, Asmus, Broda, Brusy Wybudowanie, Brusy-Jaglie, Chłopowy, Czapiewice, Czapiewice Wybudowanie, Czarniż, Czarnowo, Czernica, Czyczkowy, Czyczkowy Wybudowanie, Dąbrówka, Gacnik, Gapowo, Giełdon, Główczewice, Huta, Kaszuba, Kaszuba Leśna, Kinice, Kosobudy, Krównia, Kruszyn, Kubinowo, Lamk, Laska, Lendy, Leśno, Lubnia, Małe Chełmy, Małe Gliśno, Męcikał, Męcikał-Struga, Młynek, Okręglik, Orlik, Parowa, Parzyn, Peplin, Pokrzywno, Przymuszewo, Rolbik, Rudziny, Skoszewo, Spierwia, Turowiec, Wawrzyn, Widno, Wielkie Chełmy, Windorp, Wysoka Zaborska, Żabno, Zalesie et Zimna Kawa.

## Gminy voisines
La gmina de Brusy est voisine des gminy de Chojnice, Czersk, Dziemiany, Karsin, Lipnica et Studzienice.